# Pipervika

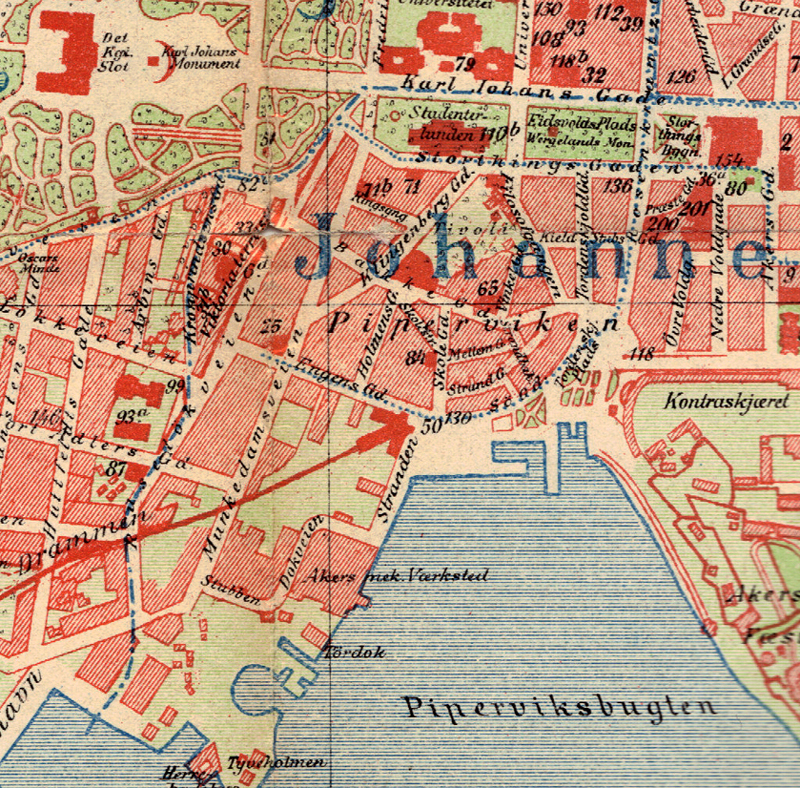
Eine Karte der Pipervika um 1900

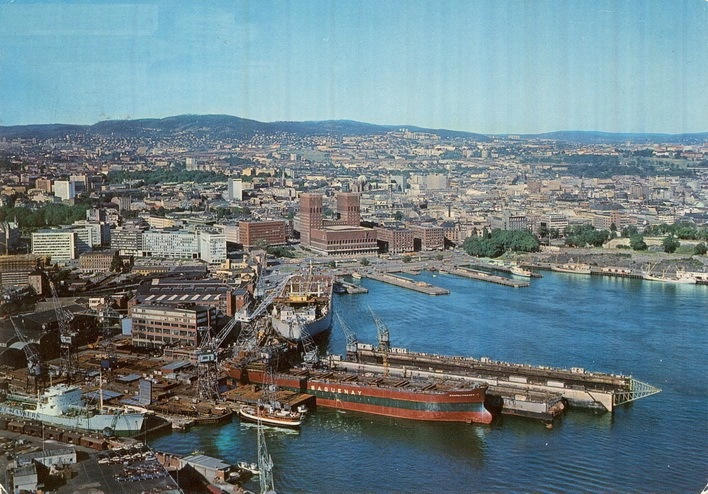
Blick auf die Pipervika um 1965 mit Akers-Werft, Rathaus und Festung Akershus (von links nach rechts)

Pipervika ist der Name  einer Bucht und eines ehemaligen Stadtviertels in Oslo, Norwegen. 

## Die Bucht
Die Bucht Pipervika liegt im inneren Oslofjord zwischen der Halbinsel im Nordosten mit der Festung Akershus und der Aker Brygge, dem ehemaligen Gelände der Akers-Werft im Südwesten. Heute befindet sich am nördlichen Ufer der Bucht der Rathausplatz mit den Rådhusbryggen, zahlreichen Anlegern für Fähren (nach  Nesodden) und Ausflugsboote, sowie ein kleiner Museumshafen. Im Nordosten der Bucht, unmittelbar unterhalb der Festung Akershus, liegt einer der beiden Kreuzfahrtterminals der norwegischen Hauptstadt.

## Das ehemalige Stadtviertel
Bis zum Ende des 19. Jahrhunderts bezeichnete der Namen Pipervika darüber hinaus das entlang dieser Bucht gelegene Stadtviertel von Oslo. Hierbei handelte es sich um ein auf sumpfigem Grund eng bebautes, sehr armes Viertel mit zahlreichen Holzhäusern und schlechter Infrastruktur. Während ab Mitte des 19. Jahrhunderts einzelne Gebäude nach und nach abgerissen und ersetzt worden waren, begann man in den 1930er Jahren in diesem Stadtviertel mit einer Flächensanierung und dem vollständigen Abriss der bestehenden Bausubstanz. Diesem Abriss fiel 1959 auch die Kirche des Viertels, die Pipervikskirken zum Opfer. Heute befindet sich dort unter anderem das markante Rathaus von Oslo mit dem vorgelagerten Rathausplatz.

## Der Name
Der Name Pipervika leitet sich von den am Ufer der Bucht stationierten Mitgliedern der verschiedenen Musikkorps der nahen Festung ab. Die Pipere, waren die Musiker mit Holzblasinstrumenten. In mittelalterlichen Karten und Aufzeichnungen wird diese Bucht als Gyljandi-Bucht bezeichnet.